# Fat Moon Rising
Fat Moon Rising er en dansk animationsfilm fra 2001, der er instrueret af Anders Worm.

## Handling
Denne artikel mangler et handlingsreferat. Hjælp os med at skrive det.